# Andrade El Idolo
Manuel Alfonso Andrade Oropeza (Gómez Palacio, 3 de novembro de 1989) é um lutador de luta livre profissional mexicano que atualmente trabalha para a WWE, na marca SmackDown sob o nome de ringue Andrade (encurtado de seu antigo nome de ringue Andrade "Cien" Almas). Ele também é conhecido por suas aparições no México pela Consejo Mundial de Lucha Libre (CMLL) e no Japão pela New Japan Pro-Wrestling, onde atuava com o nome La Sombra (que significa "A Sombra") e pela promoção americana All Elite Wrestling (AEW) sob o nome de Andrade El Idolo (também estilizado como Andrade "El Ídolo").
Oropeza fez sua estreia profissional um mês após completar quatorze anos, quando usava o nome Brillante Jr. Em 2007, ele foi contratado pela CMLL como La Sombra e no mesmo ano ganhou o torneio Torneo Gran Alternativa, bem como o Campeonato Universal de 2011. Também chegou a ser campeão simultâneo de três títulos, tendo conquistado o Campeonato National Trios, Campeonato Mundial Histórico de Peso Welter da NWA e o Campeonato Mundial en Parejas. Ele também fez aparições na New Japan Pro Wrestling, onde ganhou o IWGP Intercontinental Championship. Como La Sombra, foi um dos fundadores do grupo Los Ingobernables e ganhou as máscaras de El Felino, Olímpico e Volador Jr., defendendo-as em lucha de apuestas, antes de perder a sua própria para Atlantis. Enquanto trabalhava para a CMLL, Andrade também fez aparições na New Japan Pro-Wrestling como parte de um acordo de trabalho entre CMLL e NJPW, conquistando o Campeonato Intercontinental IWGP.
Após quase uma década na CMLL, Andrade se juntou à WWE em 2015. Ele inicialmente lutou pela marca NXT sob o nome de ringue Andrade "Cien" Almas, conquistando o Campeonato do NXT. Em abril de 2018, ele ingressou no plantel principal da WWE, onde seu nome foi encurtado para simplesmente "Andrade". Andrade manteve o Campeonato dos Estados Unidos da WWE por vários meses entre 2019 e 2020. Ele deixou a WWE em março de 2021 e estreou na AEW em julho daquele ano. Andrade saiu da AEW em dezembro de 2023 e retornou à WWE no mês seguinte, durante o Royal Rumble.

## Na luta profissional

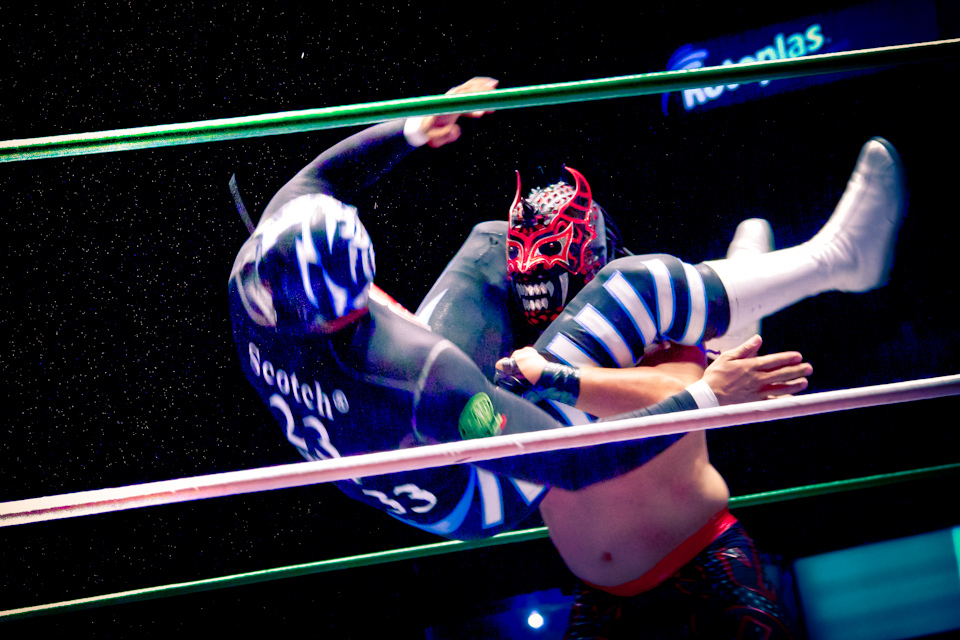
La Sombra derrubando Mephisto com um hurricanrana.

- Movimentos de finalização
  - Como Andrade Almas
    - Acabalo[6]/La Sombra[7][8] (Hammerlock DDT)[9] – 2017–presente
    - Running double knee smash em um oponente sentado no canto do ringue[7][10][11][12] — 2016; usado como um movimento secundário antes disso

  - Como La Sombra
    - Brillante Driver[13] / Shadow Driver[14] / Sombra Driver[1] (Schoolboy suplex)[15][16]
    - Split-legged corkscrew senton, às vezes precedido por um forward fireman's carry slam[17]
- Movimentos secundários
  - Como Andrade Almas
    - Discus back elbow[9][11]
    - Hurricanrana[9]
    - Inverted facelock backbreaker seguido por um falling inverted DDT, do canto do ringue[9][18]
    - Chute correndo, na cabeça de um oponente sentado[11]
    - Rope hung triangle armbar[9][11][18]
    - Open-handed chop, no peito de um oponente cercado[7][9][11]
    - Inverted tornado DDT[9][11]
    - Turnbuckle powerbomb[11]

  - Como La Sombra
    - Feint springboard moonsault em um standing moonsault[10][17]
    - Moonsault[17][19]
    - Rope-assisted enzuigiri[17][19]
    - Springboard dragonrana[19][20]
- Alcunhas
  - Como Andrade Almas
    - "Cien"[21]
    - "El Ídolo"[17]

  - Como La Sombra
    - "El Centinela del Espacio"[17]
    - "El Ídolo"[17]
    - "CMLL no Prince"[22]
- Managers
  - Zelina Vega[7]

## Campeonatos e prêmios
- Consejo Mundial de Lucha Libre

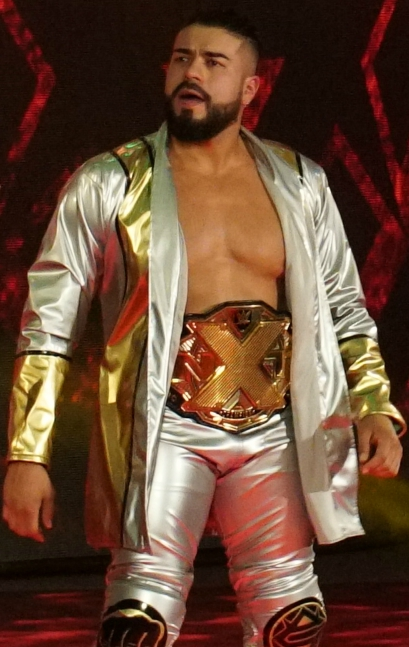
Andrade "Cien" Almas é um ex-campeão do NXT.

  - CMLL Universal Championship (2011)[23]
  - CMLL World Tag Team Championship (1 vez) – com Volador Jr.[24]
  - CMLL World Trios Championship (1 vez) – com Máscara Dorada e La Máscara[25]
  - Mexican National Trios Championship (1 vez) – com El Sagrado e Volador Jr.[26]
  - NWA World Welterweight Championship (1 vez)[26]
  - NWA World Historic Middleweight Championship (1 vez)[27]
  - NWA World Historic Welterweight Championship (2 vezes)[20]
  - La Copa Junior (2012)[28]
  - Cuadrangular de Parejas (2014) – com Omar Brunetti[29]
  - Reyes del Aire (2013, 2015)[30][31][32]
  - Torneo Corona – com Metalik[33]
  - Torneo Gran Alternativa (2007) – com Místico[34]
  - Torneo Nacional de Parejas Increibles (2013) – com  Volador Jr.[35]
  - CMLL Bodybuilding Contest (2012 – Avançado)[36]
  - Dupla do ano da CMLL (2009) – com Volador Jr.[37]
  - Technico do ano da CMLL (2010)[38]
  - Trio do ano da CMLL (2010) – com Máscara Dorada e La Máscara[38]
- Lucha Libre Azteca
  - LLA Azteca Championship (1 vez)[39]
- New Japan Pro-Wrestling
  - IWGP Intercontinental Championship (1 vez)[40]
- Pro Wrestling Illustrated
  - PWI colocou-o em 52º dos 500 melhores lutadores individuais na PWI 500 em 2013[41]
- WWE NXT
  - NXT Championship (1 vez)
- WWE
  - WWE United States Championship (1 vez)[42]
  - WWE Speed Championship (1 vez)

### Luchas de Apuestas
| Vencedor (aposta)       | Perdedor (aposta)     | Local                          | Evento                     | Data                   | Notas  |
| ----------------------- | --------------------- | ------------------------------ | -------------------------- | ---------------------- | ------ |
| Brillante Jr. (máscara) | Zafiro (cabelo)       | Gómez Palacio, Durango, México | Evento ao vivo             | 2006                   | [ 43 ] |
| Brillante Jr. (máscara) | Camorra (máscara)     | Torreón, Coahuila, México      | Evento ao vivo             | 7 de setembro de 2006  | [ 43 ] |
| La Sombra (máscara)     | El Felino (máscara)   | Cidade do México               | Homenaje a Dos Leyendas    | 19 de março de 2010    | [ 44 ] |
| La Sombra (máscara)     | Olímpico (máscara)    | Cidade do México               | CMLL 77th Anniversary Show | 3 de setembro de 2010  | [ 45 ] |
| La Sombra (máscara)     | Volador Jr. (máscara) | Cidade do México               | CMLL 80th Anniversary Show | 13 de setembro de 2013 | [ 46 ] |
| Atlantis (máscara)      | La Sombra (máscara)   | Cidade do México               | CMLL 82nd Anniversary Show | 18 de setembro de 2015 | [ 1 ]  |